# 結城アイラ
結城 アイラ（ゆうき あいら、1981年8月28日 - ）は、日本の女性歌手、作詞家、声優。ランティス、株式会社アップドリーム所属。

## 略歴
以前はかとうあすかの名義で弾き語りやジャズシンガーとしての活動を行う他、梶浦由記のプロジェクト「FictionJunction」にASUKAとして参加していた。
2007年、TVアニメ『sola』のオープニングテーマであるシングル『colorless wind』で、結城アイラとしてメジャーデビュー。以降、数々のアニメ・ゲームの主題歌やイメージソングを担当する。また、南里侑香とのユニット「Fairy Story」の他、声優や作詞家、ヴォーカルディレクション、サウンドプロデューサーとしての活動も行っている。
2015年3月25日、作詞提供した「FAKE SELF×TRUE SELF」が初リリース。作詞家デビューとなる。
2016年9月、スペースクラフトプロデュースを退社し、株式会社アップドリームに所属する。
2017年、デビュー10周年を迎え、記念ベストアルバム『decade wind』を発売。同年9月24日、10周年記念ライブ「結城アイラ 10th ANNIVERSARY Live〜decade wind〜」を開催。自身初バンド編成での単独公演である。
2018年6月、初のピアノ引き語りワンマンライブ「結城先生の音楽ばんざい」を開催。同年同月から始まった「Yuki Kajiura LIVE Vol.#14」の計4公演にASUKAとして本格的に参加することになった。
2019年5月23日、自身のTwitterアカウントにて、音楽ユニットangelaのKATSUと結婚したことを発表。8月にはドイツのマンハイムで行われたAnimagiCのViolet Evergardenのステージに立ち、10月27日にはソロライブ「結城アイラ Live 2019 ～Special Dinner Moment～」を開催。
2020年3月25日、「ジャズ」をコンセプトに自身の歌だけではなく作詞提供曲のセルフカバーなども収録した約7年ぶりとなるオリジナルミニアルバム「Leading role」を発売。6月21日にBAJにて開催予定だったソロライブ「結城アイラ Live 2020」は新型コロナウイルス（COVID-19）感染症の影響により2公演とも中止になったが、同日同会場から自身初の配信ライブを開催。
2021年5月28日、YouTubeでの公式チャンネルにて自身の歌やセルフカバーの弾き語り、ゆかりのあるゲストを招いてのトークやミニゲームを行うほぼ月一のペースでの生配信番組「結城先生の音楽ばんざい」をスタート。
2022年10月26日、デビュー15周年を記念して3連続配信リリースの1曲目「Zeal」を配信。
2023年3月21日、2019年以来の有観客でありフルバンドで構成されたワンマンライブ「結城アイラ 15th Anniversary LIVE ～Anime Selection～」を開催。同ライブ内にて極上のバラードを作るための会社「ballade」を法人化したことを発表。ランティス並びにアップドリーム所属は変わらずとのこと。
2025年5月、アイドルグループ「iRiNE」のサウンドプロデュースをすることを発表。

## 人物
芸名の「アイラ」の由来は、昔読んだ「ときめきトゥナイト」の第3部の主人公の名前。漢字で「愛良」と書く。
初めて覚えた曲は原田知世の「時をかける少女」で、2歳半のころ。
ジャズに興味を持ったきっかけの人物に松任谷由実、山口百恵、松田聖子、竹内まりやを挙げている。
幼少時代は多くの懐メロに親しみ、親戚のおじさんと一緒に「浪速恋しぐれ」や、ザ・マイクハナサーズなどを歌っていた。
家電好きであり、自身を「家電アニソンシンガー」という名前で広めてほしいとしている。
お酒はオクトーバーフェストに行くくらいのビールが好き。SNSにもビールを楽しむ写真を上げている。ただ、どうもイメージ的にワインなのか頂きものでワインを頂くことが多いとのことだが、ワインを飲むと悪酔いをしてしまうので少し飲んだら後は料理に使っているとのこと。とにかく「ビールが好きと広めてほしい」と2023年9月30日に行われた「marble presents つむぎ vol.3」内でゲスト出演時に上記内容と共に公言していた。

## ディスコグラフィ

### シングル
|      | 発売日         | タイトル                             | 規格品番   | 最高位 |
| ---- | -------------- | ------------------------------------ | ---------- | ------ |
| 1st  | 2007年4月25日  | colorless wind                       | LACM-4359  | 44位   |
| 2nd  | 2007年8月8日   | 残酷よ希望となれ                     | LACM-4395  | 49位   |
| 3rd  | 2008年2月6日   | セカイノナミダ                       | LACM-4455  | 48位   |
| 4th  | 2009年4月22日  | Blue sky,True sky                    | LACM-4604  | 75位   |
| 5th  | 2009年8月26日  | Weeping alone                        | LACM-4633  | 135位  |
| 6th  | 2010年2月10日  | Dominant space                       | LHCM-1073  | 193位  |
| 7th  | 2010年7月21日  | LAMENT〜やがて喜びを〜               | LACM-4732  | 64位   |
| 8th  | 2010年10月27日 | 星を求めて                           | LACM-4751  | 圏外   |
| 9th  | 2012年8月8日   | 悲しみは誰の願いでもない             | LACM-4968  | 43位   |
| 10th | 2013年11月27日 | REINCARNATION BLUE                   | LACM-14158 | 130位  |
| 11th | 2014年5月28日  | 愛しき抗いよ、導け光へ               | LACM-14232 | 112位  |
| 12th | 2017年3月1日   | ペールムーンがゆれてる               | LACM-14576 | 103位  |
| 13th | 2017年11月22日 | どんな星空よりも、どんな思い出よりも | LACM-14686 | 86位   |
| 14th | 2021年4月28日  | Blessing                             | LACM-24099 | 54位   |
| 15th | 2021年11月10日 | A Promise                            | LACM-24153 | 74位   |

### 配信シングル (English Ver.)
|     | 発売日         | タイトル                 |
| --- | -------------- | ------------------------ |
| 1st | 2021年5月26日  | Blessing (English Ver.)  |
| 2nd | 2021年12月15日 | A Promise (English Ver.) |

### 配信シングル (15th Anniversary Single)
|     | 発売日         | タイトル |
| --- | -------------- | -------- |
| 1st | 2022年10月26日 | Zeal     |
| 2nd | 2023年8月5日   | Raining  |

### アルバム
|              | 発売日         | タイトル     | 規格品番        | 最高位 |
| ------------ | -------------- | ------------ | --------------- | ------ |
| 1st          | 2008年7月2日   | REFLECTION   | LACA-5789       | 148位  |
| 2nd          | 2010年6月9日   | Eternalize.  | LASA-5049       | 169位  |
| 3rd          | 2012年11月21日 | For My Dear… | LACA-15257      | 219位  |
| ベスト盤     | 2017年6月28日  | decade wind  | LACA-9520〜9521 | 194位  |
| ミニアルバム | 2020年3月25日  | Leading role | LACA-15817      | 59位   |

### キャラクターソング
| 発売日   | 商品名                                                    | 歌                                                                                 | 楽曲                     | 備考                                                                        |
| 2011年   | 2011年                                                    | 2011年                                                                             | 2011年                   | 2011年                                                                      |
| -------- | --------------------------------------------------------- | ---------------------------------------------------------------------------------- | ------------------------ | --------------------------------------------------------------------------- |
| 11月10日 | ＣＲバンバンラッシュ サウンドトラック                     | クレナ（吉田仁美）、ナツキ（MAKO）、アイ（結城アイラ）                             | 「瞳に映るもの」         | CR『バンバンラッシュ Big Bang Ver』挿入歌、スロット『バンバンクロス』挿入歌 |
| 11月10日 | ＣＲバンバンラッシュ サウンドトラック                     | クレナ（吉田仁美）、ナツキ（MAKO）、アイ（結城アイラ）                             | 「流れ星」               | CR『バンバンラッシュ Big Bang Ver』挿入歌、スロット『バンバンクロス』挿入歌 |
| 11月10日 | ＣＲバンバンラッシュ サウンドトラック                     | アイ（結城アイラ）                                                                 | 「イノリ」               | CR『バンバンラッシュ Big Bang Ver』挿入歌、スロット『バンバンクロス』挿入歌 |
| 11月10日 | ＣＲバンバンラッシュ サウンドトラック                     | アイ（結城アイラ）                                                                 | 「月謌のサクリファイス」 | CR『バンバンラッシュ Big Bang Ver』挿入歌、スロット『バンバンクロス』挿入歌 |
| 2013年   |                                                           |                                                                                    |                          |                                                                             |
| 5月21日  | 戦国乙女3〜乱〜 オリジナルサウンドトラック                | カシン居士（花澤香菜）、鬼灯（結城アイラ）、紫苑（上坂すみれ）                     | 「乱〜Run〜」            | パチンコ『戦国乙女3〜乱〜』挿入歌                                           |
| 5月21日  | 戦国乙女3〜乱〜 オリジナルサウンドトラック                | 室生オウガイ（長谷川静香）、斉藤ムラサメ（結城アイラ）、相田コタロウ（野村香菜子） | 「我が覇道」             | パチンコ『戦国乙女3〜乱〜』挿入歌                                           |
| 5月21日  | 戦国乙女3〜乱〜 オリジナルサウンドトラック                | 斉藤ムラサメ（結城アイラ）                                                         | 「純白リスタ」           | パチンコ『戦国乙女〜花〜』挿入歌                                            |
| 2020年   |                                                           |                                                                                    |                          |                                                                             |
| 10月16日 | パチンコ戦国乙女6 暁の関ヶ原 オリジナルサウンドトラック   | 鬼灯（結城アイラ）、紫苑（上坂すみれ）                                             | 「宇宙の彼方へ」         | パチンコ『戦国乙女6 暁の関ヶ原』挿入歌                                      |
| 2025年   |                                                           |                                                                                    |                          |                                                                             |
| 1月15日  | パチンコ戦国乙女7 終焉の関ヶ原 オリジナルサウンドトラック | 鬼灯（結城アイラ）、北条ウジマサ（大地葉）                                         | 「蒼炎」                 | パチンコ『戦国乙女7 終焉の関ヶ原』挿入歌                                    |

### その他参加楽曲
- 加藤あすか 大作戦！（2000年8月23日発売 / TOCT-22091）※加藤あすか名義 東芝EMIより発売のデビューシングル
  - 「大作戦！」
  - 「なみだ」
  - 「Railway Line」
- 加藤あすか a.i.（エーアイ）（2001年2月21日発売 / TOCT-22139）※加藤あすか名義 東芝EMIより発売の2ndシングル
  - 「a.i.」
  - 「Powder neige」
  - 「ソツギョウ」
- エレメンタルジェレイド オリジナルサウンドトラック1（2005年4月21日発売 / VICL-61617）※FictionJunction ASUKA名義
  - 「everlasting song」アニメ「エレメンタルジェレイド」挿入歌
- FictionJunction ASUKA everlasting song（2005年7月21日発売 / VICL-35865）※FictionJunction ASUKA名義
  - 「everlasting song~japanese edition」アニメ「エレメンタルジェレイド」最終回エンディングテーマ
  - 「everlasting song～ballad edition」
- かとうあすか クローバー（2005年9月2日発売 / LRPS-1006）※かとうあすか名義 当時所属していたスペースクラフトのLABLADOR RECORDS（英国の同名のレコード会社は無関係）からの発売 4曲入りミニアルバム 手売りで700枚完売
  - 「クローバー」
  - 「心ノオト」
  - 「Swallowtail」
  - 「最後のプレゼント」
- かとうあすか Sunday Morning（2007年4月25日発売 / ZCL-007）※かとうあすか名義のカバーアルバム ZAZZYレーベルからの発売
  - 「It's Too Late」
  - 「Love Me, Please Love Me」
  - 「At Seventeen」
  - 「Alone Again(Naturally)」
  - 「Now You’re Not Here」
  - 「Skeletons」
  - 「Dreams」
  - 「Chelsea Morning」
- sola オリジナルサウンドトラック ソウキュウノハテ（2007年6月27日発売 / LACA-5644）
  - 「colorless wind（short size）」
- sola イメージソングアルバム oratorio（2007年8月8日発売 / LACA-5661）
  - 「宵待雨月」
  - 「見上げるあの空で」
- アイドルマスター XENOGLOSSIA BEST COLLECTION（2008年2月6日発売 / LACA-5736）
  - 「残酷よ希望となれ」
  - 「記憶の鎖」
- true tears オリジナルサウンドトラック（2008年2月27日発売 / LACA-5752）
  - 「セカイノナミダ（TV Size）」
- キューティーハニー THE LIVE ボーカルアルバム METAMORPHOSES（2008年3月12日発売 / LACA-5737）
  - 「吐息Scarlet...」
    - TVドラマ『キューティーハニー THE LIVE』シスターユキパートED主題歌
- Tears...for truth 〜true tears イメージソング集〜（2008年4月16日発売 / LACA-5763）
  - 「No reason?」
- シャイナ・ダルク 〜黒き月の王と蒼碧の月の姫君〜 ボーカルアルバム（2008年11月26日発売 / LACA-5833）
  - 「Moon Legend」
- テイルズ・オブ・ジ・アビス イメージソングアルバム brilliant world（2009年1月7日発売 / LACA-5842）
  - 「孤高の迷宮」
  - 「Juramento」
- FictionJunction Everlasting Songs （2009年2月25日発売 / VTCL-60106）※FictionJunction ASUKA名義
  - 「everlasting song」
- ティアーズ・トゥ・ティアラ Prologue Sound Track "origo cunctarum rerum"（2009年3月4日発売 / LACA-5882）
  - 「spindle story」
  - 「Troubadour's eye」
- 空を見上げる少女の瞳に映る世界 Inspired album（2009年3月25日発売 / LACA-5881）
  - 「When distrust」
- ティアーズ・トゥ・ティアラ オリジナルサウンドトラック Vol.1（2009年6月24日発売 / LACA-5925）
  - 「Blue sky,True sky（TV size）」
- Lantis 10th anniversary Best -090927- 〜ランティス祭りベスト 2009年9月27日盤〜（2009年9月9日発売 / LACA-9161〜9162）
  - 「colorless wind」
- ティアーズ・トゥ・ティアラ オリジナルサウンドトラック Vol.2（2009年9月30日発売 / LACA-5964）
  - 「Weeping alone（TV size）」
- ガンダムトリビュート from Lantis（2009年12月9日発売）
  - 「一千万年銀河」
- 戦う司書 The Book of Bantorra オリジナルサウンドトラック（2010年3月25日発売 / LHCA-9007）
  - Dominant space（short version）」
- 伝説の勇者の伝説のラジオ おまとめ盤 1（2010年9月22日発売）
  - 「伝勇伝音頭」 歌：結城アイラ、Ceui with 伝勇伝ラジオの仲間たち
    - 『伝説の勇者の伝説のラジオ』より
- 猛獣使いと王子様 キャラクターソングアルバム（2010年10月20日発売 / LACA-15056）
  - 「eternal flower」
    - PS2ゲーム『猛獣使いと王子様』ED主題歌
- uni. ボーカルミニアルバム 愛情歌曲（2010年10月27日発売 / LACA-15069）
  - 「picture rail」
    - PCゲーム『uni.』挿入歌
- fortissimo//Akkord:Bsusvier ボーカルミニアルバム fortissimo songs（2010年10月27日発売 / LACA-15066）
  - 「Swear」
    - PCゲーム『fortissimo//Akkord:Bsusvier』ED主題歌
- 伝説の勇者の伝説 オリジナルサウンドトラック（2010年12月22日発売 / LACA-9203〜9204）
  - 「LAMENT 〜やがて喜びを〜（TV Size）」
- 猛獣使いと王子様&猛獣使いと王子様 〜Snow Bride〜 主題歌集（2011年2月23日発売 / LACM-4792）
  - 「Epilogue of Symphony」
    - PS2ゲーム『猛獣使いと王子様 〜Snow Bride〜』OP主題歌

  - 「Snow Veil Polka」
    - PS2ゲーム『猛獣使いと王子様 〜Snow Bride〜』ED主題歌

  - 「Tales of Flame」
  - 「eternal flower」
- 花咲くいろは イメージソングアルバム 湯乃鷺リレイションズ（2011年6月8日発売 / LACA-15122）
  - 「妄想STAY」
- 星が永遠を照らしてる / 美しい地球を知る者よ（2012年6月27日発売 / LACM-4928）
  - 「星が永遠を照らしてる」
    - 劇場アニメ『宇宙戦艦ヤマト2199』第1章ED主題歌
- いますぐお兄ちゃんに妹だっていいたい! ボーカルアルバム（2013年3月27日発売 / LACA-15283）
  - 「未来を開く鍵」
    - PCゲーム『いますぐお兄ちゃんに妹だっていいたい!』グランドED主題歌
- 宇宙戦艦ヤマト（2013年5月1日発売 / LACM-14070）
  - 「宇宙戦艦ヤマト」 歌：Project Yamato 2199
    - TVアニメ版「宇宙戦艦ヤマト2199」オープニング主題歌
- 緒方恵美「Desire -希望-」（2013年11月27日発売 / LACA-15348）
  - 「All Lovin’ You」 ゲストボーカル
- good night citizen（2014年4月17日発売 / HKCR-1001）
  - 「LOOP LOOP LOOP」 ※Special Thanks
- 暗記ダッシュ! 〜九九ロックンロール!!（2015年1月21日発売 / COCX-38950）
  - 「世界のアイシテル」 ※Guest Vocal
- FictionJunction 2010-2013 The BEST of Yuki Kajiura LIVE 2(2015年6月3日発売 / VTCL-60397)
  - 「うた」 ※See-Sawのカバー
- TVアニメ『ACCA13区監察課』オリジナルサウンドトラック "SMOKE and MIRRORS"（2017年4月5日発売 / LACA-9494〜9495）
  - 「ペールムーンがゆれてる（TV size）」
  - 「It's my life（TV size）」
- みんなだいすき ミュージカル＆映画のうた（2017年5月24日発売 / COCX-39937）
  - 「美女と野獣」
- TVアニメ『妹さえいればいい。』オリジナルサウンドトラック "妹さえいればいい。のサントラさえあればいい。"（2018年1月10日発売 / LACA-9563〜9564）
  - 「どんな星空よりも、どんな思い出よりも(Piano Ver.)」 ※第1話のみの特別バージョン
- TVアニメ『ラブライブ！サンシャイン!!』2期オリジナルサウンドトラック "Journey to the Sunshine" （2018年1月31日発売 / LACA-9580〜9581）
  - 「Hello New Season!」 等劇伴コーラスとして参加
- TVアニメ『ヴァイオレット・エヴァーガーデン』ボーカルアルバム "Song letters" （2018年3月28日発売 / LACA-15703）
  - 「Violet Snow」（Original Ver.）
    - イメージソング

  - 「Believe in...」
    - 第9話スペシャルエンディング

  - 「Honest Times」
- アニメ『ラブライブ！サンシャイン!!The School Idol Movie Over the Rainbow』オリジナルサウンドトラック "Sailing to the Rainbow"（2019年2月27日発売 / LACA-9665〜9666）
  - 「会いに行こう」 等コーラスとして参加
- TVアニメ『ナカノヒトゲノム【実況中】』ボーカルアルバム "ナカノヒトゲノム【歌唱中】01"（2019年8月21日発売 / LACM-15790）
  - 「ただの雨音になるまで」
    - 第4話挿入歌
- 『劇場版 ヴァイオレット・エヴァーガーデン』オリジナル・サウンドトラック（2020年10月21日発売 / LACA-9751〜9753）
  - 「Softly Sing to Me (Magnolia Family Lullaby)」
- 『TVアニメ　聖女の魔力は万能です』オリジナルサウンドトラック「The Saint's Music is Omnipotent」（2021年6月30日発売 / LACA-9825）
  - 「Pray」
- 劇場版「DEEMO サクラノオト -あなたの奏でた音が、今も響く-」オリジナルサウンドトラック（2022年2月23日発売 / PCCG.02124）
  - 「かくれんぼ」
    - 劇場版挿入歌
- FictionJunction ALBUM「PARADE」（2023年4月19日発売 / VVCL-2147〜2148）
  - 「世界の果て feat. 結城アイラ」
- 『TVアニメ 聖女の魔力は万能です Season2』Music Collection「祝福の鐘」（2023年12月27日発売 / LACA-25079）
  - 「Semisweet Afternoon」
    - オープニング主題歌

  - 「Blessing -realize-」
    - 最終回挿入歌

### 非売品CD
- ルートダブル 初回限定版同梱サウンドトラック
  - 2012年6月14日発売
    - Double Bible
    - Rondo Carrousel
- 劇場版 魔法少女まどか☆マギカ [新編] 叛逆の物語 BD完全生産限定版同梱サウンドトラック
  - 2014年4月2日発売
    - まだダメよ
      - アニメ映画『劇場版 魔法少女まどか☆マギカ [新編] 叛逆の物語』挿入歌
      - 作詞・作曲・編曲：梶浦由記、ASUKA名義で歌唱

### タイアップ
| 楽曲                                 | タイアップ                                                                            |
| ------------------------------------ | ------------------------------------------------------------------------------------- |
| colorless wind                       | テレビアニメ『sola』オープニングテーマ                                                |
| 見上げるあの空で                     | テレビアニメ『sola』グランドエンディングテーマ                                        |
| 残酷よ希望となれ                     | テレビアニメ『アイドルマスター XENOGLOSSIA』後期オープニングテーマ                    |
| セカイノナミダ                       | テレビアニメ『true tears』エンディングテーマ                                          |
| No reason?                           | テレビアニメ『true tears』湯浅比呂美イメージソング                                    |
| Moon Legend                          | 『シャイナ・ダルク 〜黒き月の王と蒼碧の月の姫君〜』イメージソング                     |
| Juramento                            | テレビアニメ『テイルズ オブ ジ アビス』イメージソング                                 |
| 孤高の迷宮                           | テレビアニメ『テイルズ オブ ジ アビス』イメージソング                                 |
| Blue sky,True sky                    | テレビアニメ『ティアーズ・トゥ・ティアラ』前期エンディングテーマ                      |
| Weeping alone                        | テレビアニメ『ティアーズ・トゥ・ティアラ』後期エンディングテーマ                      |
| spindle story                        | テレビアニメ『ティアーズ・トゥ・ティアラ』イメージソング                              |
| Troubadour's eye                     | テレビアニメ『ティアーズ・トゥ・ティアラ』イメージソング                              |
| Dominant space                       | テレビアニメ『戦う司書 The Book of Bantorra』後期エンディングテーマ                   |
| Tales of Flame                       | ゲーム『猛獣使いと王子様』オープニングテーマ                                          |
| LAMENT〜やがて喜びを〜               | テレビアニメ『伝説の勇者の伝説』オープニングテーマ                                    |
| eternal flower                       | ゲーム『猛獣使いと王子様』エンディングテーマ                                          |
| 星を求めて                           | OVA『装甲騎兵ボトムズ Case;IRVINE』エンディングテーマ                                 |
| Swear                                | ゲーム『fortissimo//Akkord:Bsusvier』挿入歌                                           |
| 妄想STAY                             | テレビアニメ『花咲くいろは』次郎丸太郎イメージソング                                  |
| 星が永遠を照らしてる                 | 劇場アニメ『宇宙戦艦ヤマト2199』第1章エンディングテーマ                               |
| 悲しみは誰の願いでもない             | テレビアニメ『境界線上のホライゾンII』エンディングテーマ                              |
| DestiNAtion Destiny                  | ゲーム『特殊報道部』エンディングテーマ                                                |
| Double Bible                         | ゲーム『ルートダブル -Before Crime * After Days-』オープニングテーマ                  |
| Rondo Carrousel                      | ゲーム『ルートダブル -Before Crime * After Days-』エンディングテーマ                  |
| 未来を開く鍵                         | ゲーム『いますぐお兄ちゃんに妹だっていいたい!』グランドエンディングテーマ             |
| 未来の模様                           | OVA『機動戦士ガンダムAGE〜MEMORY OF EDEN〜』エンディングテーマ                        |
| ROUTE EXIT                           | ゲーム『ルートダブル -Before Crime * After Days- Xtend edition』2ndオープニングテーマ |
| REINCARNATION BLUE                   | テレビアニメ『BLAZBLUE ALTER MEMORY』エンディングテーマ                               |
| 愛しき抗いよ、導け光へ               | テレビアニメ『ブレイクブレイド』エンディングテーマ                                    |
| Heart of Summer                      | ゲーム『Enkeltbillet』エンディングテーマ                                              |
| ペールムーンがゆれてる               | テレビアニメ『ACCA13区監察課』エンディングテーマ                                      |
| It's my life                         | テレビアニメ『ACCA13区監察課』劇中歌                                                  |
| どんな星空よりも、どんな思い出よりも | テレビアニメ『妹さえいればいい。』エンディングテーマ                                  |
| Violet Snow                          | テレビアニメ『ヴァイオレット・エヴァーガーデン』イメージソング                        |
| Believe in...                        | テレビアニメ『ヴァイオレット・エヴァーガーデン』第9話スペシャルエンディング           |
| Blessing                             | テレビアニメ『聖女の魔力は万能です』オープニングテーマ                                |
| Pray                                 | テレビアニメ『聖女の魔力は万能です』最終話エンディング主題歌                          |
| A Promise                            | テレビアニメ『世界最高の暗殺者、異世界貴族に転生する』エンディング主題歌              |
| Semisweet Afternoon                  | テレビアニメ『聖女の魔力は万能です Season2』オープニング主題歌                        |
| Blessing -realize-                   | テレビアニメ『聖女の魔力は万能です Season2』最終回挿入歌                              |
| Decided to love                      | パチンコ『P世界最高の暗殺者、異世界貴族に転生する』挿入歌                             |
| sincerity flower                     | テレビアニメ『Turkey!』6投目エンディングテーマ                                        |

### 作詞提供

#### アニメ・ゲーム関連
- アイドルマスター ミリオンライブ!
  - 星井美希（長谷川明子） 
    - 「FAKE SELF×TRUE SELF」

  - 徳川まつり（諏訪彩花）x 馬場このみ（高橋未奈美）　
    - 「Decided」

  - 七尾百合子（伊藤美来）、天空橋朋花（小岩井ことり）、箱崎星梨花（麻倉もも）、松田亜利沙（村川梨衣）、ロコ（中村温姫）
    - 「創造は始まりの風を連れて」

  - BlueMoon Harmony[メンバー 1]
    - 「brave HARMONY」

  - 永吉昴（斉藤佑圭） 
    - 「HOME RUN SONG♪」
- アイドルマスター ミリオンライブ! シアターデイズ
  - FAIRY STARS [最上静香 (田所あずさ）、白石紬 (南早紀）、所恵美 (藤井ゆきよ）、ジュリア (愛美）、北沢志保 (雨宮天）］
    - 「FairyTaleじゃいられない」

  - 豊川風花 (末柄里恵）、百瀬莉緒 (山口立花子）、桜守歌織 (香里有佐）、二階堂千鶴 (野村香菜子）、馬場このみ (高橋未奈美）
    - 「White Vows」
- アイドルマスター SideM
  - High×Joker[メンバー 2]
    - 「HIGH JUMP NO LIMIT」
    - 「JOKER↗オールマイティ」
    - 「OUR SONG -それは世界でひとつだけ-」
    - 「Sunset★Colors」
    - 「SEASON IN THE FIVE」
    - 「Smiles In Wonderland!」
    - 「LET’S GO ALL THE WAY!」
    - 「JOYFUL HEART MAKER」
    - 「Toward Pole Star」
    - 「POPPIN' PLANET」

  - W[メンバー 3]
    - 「VICTORY BELIEVER」
    - 「Pleasure Forever...」
    - 「LEADING YOUR DREAM」
    - 「AFTER THE RAIN」
    - 「Great Sympathy」
    - 「YELL OF DELIGHT」
    - 「Growin’Groovin’」
    - 「VIVA!!ファミリーリズム」
    - 「Watchword」
    - 「AZUR」

  - 神速一魂[メンバー 4]
    - 「バーニン・クールで輝いて」
    - 「オレたちの最強伝説〜一世一代、破羅駄威棲!〜」
    - 「オモイノウタ」
    - 「喜怒哀楽万国共通-Burn it up!-」
    - 「ROUTE77」
    - 「タソガレドキ、Bluesy」
    - 「CALLING」
    - 「ヒカリ待つ明日へ」
    - 「FIRED UP！」
    - 「Stillness≒Movement」

  - THE 虎牙道[メンバー 5]
    - 「強く尊き獣たち」
    - 「情熱...FIGHTER」
    - 「RAY OF LIGHT」
    - 「PROOF OF ONESELF」
    - 「Hungry?」
    - 「K.now O.nly」
    - 「CATCH ME IF YOU CAN」
    - 「Resolution」
    - 「From Genius」
    - 「宵闇のイリュージョン」
    - 「究極…FIGHTING」
    - 「Miraculous White Day」

  - DRAMATIC STARS[メンバー 6]
    - 「MOON NIGHTのせいにして」

  - DRAMATIC STARS[メンバー 6] & High×Joker[メンバー 2]
    - 「夜空を煌めく星のように」

  - F-LAGS[メンバー 7]
    - 「夢色VOYAGER」
    - 「With…STORY」
    - 「♡Cupids!」
    - 「Waving FLAGS」

  - F-LAGS[メンバー 8]
    - 「Hope's Journey」
    - 「Made in「♪」」
    - 「Casually!」
    - 「Bitter Sweetアドレセンス」
    - 「FANTASTIC DISCOTHEQUE」
    - 「BRIGHT SUNNY DAY」
    - 「ミート・ユメノトピア」

  - Beit[メンバー 9]
    - 「千夜一夜に瞬く星よ」

  - Beit[メンバー 9] & High×Joker[メンバー 2] & W[メンバー 3]
    - 「夏時間グラフィティ」

  - 315 STARS [天道輝（仲村宗悟）、握野英雄 (熊谷健太郎）、紅井朱雀（益山武明）、葛之葉雨彦 (笠間淳）］
    - 「永遠＜とわ＞なる四銃士」

  - 315 STARS [舞田類（榎木淳弥）、水嶋咲 (小林大紀）、姫野かのん（村瀬歩）］
    - 「ALOHA! HAPPY CREATOR!」

  - 315 STARS（メンタル Ver.）
    - 「Friendly Smile」
    - 「リトルハピネス」

  - 315 STARS [天ヶ瀬冬馬（寺島拓篤）、猫柳キリオ (山下大輝）、秋月涼（三瓶由布子）］
    - 「もくろみインディアNight」

  - 彩[メンバー 10] & 神速一魂[メンバー 4] & THE 虎牙道[メンバー 5]
    - 「笑顔の祭りにゃ、福来る」

  - S.E.M[メンバー 11] & Jupiter[メンバー 12]
    - 「Secret！Playful！Drive！」

  - FRAME[メンバー 13] & S.E.M[メンバー 11] & Legenders[メンバー 14]
    - 「Bet your intuition!」

  - Jupiter[メンバー 12] & Beit[メンバー 9] & THE 虎牙道[メンバー 5]
    - 「いつかのトライアングル」

  - Beit[メンバー 9] & 神速一魂[メンバー 4]
    - 「ONE LIFE」

  - 天道輝（仲村宗悟）
    - 「THE FIRST STAR」

  - 桜庭薫（内田雄馬）
    - 「Because」

  - 柏木翼（八代拓）
    - 「約束はドリーミングフライト」

  - 伊瀬谷四季（野上翔）
    - 「サイコーCOUNT UP!」

  - 若里春名（白井悠介）
    - 「青春!サティスファクション」

  - 榊夏来（渡辺紘）
    - 「ナツゾラRecords」

  - 秋山隼人（千葉翔也）
    - 「PRECIOUS TONE」

  - 冬美旬（永塚拓馬）
    - 「Genuine feelings」

  - 紅井朱雀（益山武明）
    - 「漢一貫ロックン・ロール」

  - 黒野玄武（深町寿成）
    - 「威風堂々と」

  - 大河タケル（寺島惇太）
    - 「その場所へ行くために-KEEP ON FIGHTING-」

  - 円城寺道流（濱野大輝）
    - 「ROAD TO THE FUTURE」

  - 牙崎漣（小松昌平）
    - 「RULE〜牙ヲ穿テヨ〜」

  - 秋月涼（三瓶由布子） 
    - 「羽ばたきのMy Soul」
    - 「Yell Song」

  - 兜大吾（浦尾岳大）
    - 「HANAMARU LIFE」
    - 「SASH OF SMILE」

  - 木村龍（濱健人）
    - 「Happy-Go-Unlucky!」
- アイドリッシュセブン
  - TRIGGER[メンバー 15]
    - 「SECRET NIGHT」
    - 「NATSU☆しようぜ!」
    - 「Leopard Eyes」
    - 「Last Dimension〜引き金をひくのは誰だ〜」
    - 「願いはShine On The Sea」
    - 「DAYBREAK INTERLUDE」
    - 「In the meantime」
    - 「DESTINY」
    - 「Heavenly Visitor」- アニメ「アイドリッシュセブン」ED主題歌
    - 「DIAMOND FUSION」
    - 「Crescent rise」
    - 「VALIANT」
    - 「PLACES」- アニメ「アイドリッシュセブン Third BEAT!」ED主題歌
    - 「Radiance」
    - 「Hidden Region」
    - 「BE AUTHENTIC」
    - 「EVOLUTION」
    - 「KISS IN THE MUSIC」

  - IDOLiSH7[メンバー 16]
    - 「GOOD NIGHT AWESOME」
    - 「NATSU☆しようぜ!」
    - 「THANK YOU FOR YOUR EVERYTHING!」
    - 「PARTY TIME TOGETHER」
    - 「Dancing∞BEAT!!」- アニメ「アイドリッシュセブン」第6話挿入歌
    - 「DiSCOVER THE FUTURE」- アニメ「アイドリッシュセブン Second BEAT!」OP主題歌

  - Re:vale［百（CV.保志総一朗）・千（CV.立花慎之介）］ 
    - 「SILVER SKY」
    - 「TO MY DEAREST」
    - 「NO DOUBT」
    - 「太陽のEsperanza」
    - 「Period Color」

  - Re:vale［万（CV.興津和幸）・千（CV.立花慎之介）］ 
    - 「未完成な僕ら」

  - Re:vale［千（CV.立花慎之介）］ 
    - 「It's ALL-for you-」- アニメ「アイドリッシュセブン Second BEAT!」第10話ED主題歌

  - ŹOOĻ［亥清悠(CV.広瀬裕也）・狗丸トウマ(CV.木村昴）・御堂虎於(CV.近藤隆）・棗巳波(CV.西山宏太朗）］
    - 「Poisonous Gangster」
    - 「LOOK AT...」
    - 「ZONE OF OVERLAP」
    - 「4-ROAR」
    - 「Ache」
    - 「IMPERIAL CHAIN」- アニメ「アイドリッシュセブン Third BEAT!」第2クールED主題歌
    - 「Murky Oath」
    - 「Insomnia」

  - ナギ・大和・三月・楽
    - 「男子タルモノ!〜MATSURI〜」

  - 環・壮五・龍之介
    - 「LOVE&GAME」

  - 一織・陸・天
    - 「フレフレ!青春賛歌」

  - IDOLiSH7 feat.TRIGGER
    - 「NATSU☆しようぜ!」

  - 十龍之介
    - 「Riskyな彼女」

  - 八乙女楽
    - 「幸せでいて」

  - 九条天
    - 「U COMPLETE ME」

  - IDOLiSH7・TRIGGER・Re:vale・ŹOOĻ(各ソロバージョン。歌詞＋間奏部分の全質問も担当)
    - 「Wonderful Octave」

  - 御堂虎於
    - 「午前4時のDusty Love」

  - 亥清悠
    - 「Labyrinth」
- ドリフェス!
  - DearDream [天宮奏（CV.石原壮馬）・及川慎（CV.溝口琢矢）・佐々木純哉（CV.富田健太郎）・ 片桐いつき（CV.太田将熙）・沢村千弦（CV.正木郁）]
    - 「NEW STAR EVOLUTION」
    - 「Dream Greeting!」
    - 「Paradeが生まれる」
    - 「PLEASURE FLAG」- アニメ「ドリフェス!」1stシーズンOP主題歌
    - 「STARTING TOGETHER」
    - 「あなたの瞳に踊らせて」
    - 「ありがとうの数だけ笑顔の花を咲かせたい」
    - 「ユメノコドウ」- アニメ「ドリフェス!」2ndシーズンOP主題歌
    - 「真夏色ダイアリー」
    - 「GO TOMORROW!!!!!」

  - 及川 慎・佐々木純哉
    - 「ユレルMIDNIGHT」
    - 「Symmetric love」

  - 佐々木純哉・片桐いつき・沢村千弦
    - 「Special YELL!」

  - 天宮奏・及川慎・佐々木純哉
    - 「BEST☆★PARTNER」

  - 片桐いつき・沢村千弦
    - 「アブラカダブラ魔法の呪文」
    - 「You are my RIVAL」

  - 及川慎・沢村千弦
    - 「Magnetic Emotion」

  - 溝口琢矢 as 及川慎
    - 「リフレイン」

  - 富田健太郎 as 佐々木純哉
    - 「Dream Painter」

  - 太田将熙 as 片桐いつき
    - 「Wherever I am」

  - KUROFUNE [風間圭吾（CV.戸谷公人）・黒石勇人（CV.株元英彰）]
    - 「君はミ・アモール」

  - ACE [小笠原明日真（鈴木達央）・葛城映司（間島淳司）・五月女智景（阿部敦）
    - 「Word!!」

  - DearDream&KUROFUNE
    - 「ETERNAL BONDS」
- ワンパンマン
  - サイタマ（古川慎）
    - OVA#1「忍び寄りすぎる影」エンディング主題歌
      - 「サイタマのワンパン音頭」

  - ジェノス（石川界人）
    - OVA#2「話ベタすぎる弟子」エンディング主題歌
      - 「ジェノスのワンパン音頭」

  - 音速のソニック（梶裕貴）
    - OVA#3「こじれすぎる忍者」エンディング主題歌
      - 「ソニックのワンパン音頭」

  - イケメン仮面アマイマスク（宮野真守）
    - #08「深海の王」挿入歌
      - 「BEAUTIFUL HERO」

  - 戦慄のタツマキ（悠木碧）、地獄のフブキ（早見沙織）
    - OVA#5「色々ありすぎる姉妹」エンディング主題歌
      - 「タツマキとフブキのワンパン音頭」

  - サイタマ・ジェノス・音速のソニック・戦慄のタツマキ・地獄のフブキ・キング（安元洋貴）・無免ライダー（中村悠一）
    - OVA#6「不可能すぎる殺人事件」主題歌
      - 「ミンナのワンパン音頭」
- 少女たちは荒野を目指す
  - 黒田砂雪（千菅春香）・小早川夕夏（花澤香菜）・安東テルハ（明坂聡美）・結城うぐいす（佐藤聡美）
    - 「世界は今日もあたらしい」 - エンディング主題歌
- ラクエンロジック
  - TVアニメ「ラクエンロジック」キャラクターソングアルバム『SONGS&MELODY』収録
    - アテナ（上坂すみれ）
      - 「White Destination」

    - 揺音玉姫（種田梨沙）・ヴィーナス（東山奈央）
      - 「愛が世界を救う♡Love is forever♡」

    - 七星縁（愛美） feat. ケツァルコアトル（中谷竜）
      - 「行け! 空飛ぶDreamer」

    - ヴェロニカ・アナンコ（水野理紗）・ネメシス（橘田いずみ）
      - 「真実のウォーリアー」
- チア男子!!
  - BREAKERS[メンバー 17]
    - 「LIMIT BREAKERS」

  - 坂東晴希・橋本一馬
    - 「Dear my best friend」

  - Blu-ray&DVD特装版スペシャルCD
    - 「PRICELESS DAYS ハル&カズVer.」
    - 「PRICELESS DAYS イチロー&弦Ver.」
    - 「PRICELESS DAYS 翔・溝口・トンVer.」
    - 「PRICELESS DAYS 尚史・サク・タケルVer.」
    - 「PRICELESS DAYS 金・銀・銅Ver.」
    - 「PRICELESS DAYS 卓哉・卓巳・陳 Ver.」

  - TVアニメ「チア男子!!」キャラクターソングミニアルバム
    - 坂東晴希
      - 「ニジイロ☆SMILE」

    - 橋本一馬
      - 「Yell for ALL!!」

    - 徳川 翔
      - 「Again」

    - 遠野浩司 with 溝口 渉
      - 「青春ワンダー!」

    - 鈴木総一郎
      - 「Create The Future 〜体当たりで突き進め!〜」

    - 長谷川 弦
      - 「Break Out 〜殻なんてぶち破れ!〜」
- ウマ娘 プリティーダービー
  - ウオッカ（大橋彩香）
    - 「CATCH THE VICTORY!」

  - ユキノビジン（山本希望）
    - 「シティプリンセス！」

  - ウイニングチケット（渡部優衣）
    - 「WINNING MELODY」

  - ウイニングチケット（渡部優衣）、ナリタタイシン（渡部恵子）、ビワハヤヒデ（近藤唯）
    - 「春空BLUE」
- VR Idol Stars Project「Hop Step Sing!」
  - 虹川仁衣菜（指出毬亜）、椎柴識理（鳥部万里子）、箕輪みかさ（日岡なつみ）
    - 2ndシングル
      - 「気ままに☆サマーバケーション」
      - 「真夏のヒロイン大作戦」

    - 3rdシングル
      - 「覗かないでNAKEDハート」
      - 「Party Nightがきこえたら」

    - 配信曲
      - 「ハッピーポー」

  - 箕輪みかさ
    - 配信曲
      - 「Everywhere!」
- 映画「きみの声をとどけたい」
  - 行合なぎさ（片平美那）
    - 「本当の私になりたくて」

  - 矢沢朱音（三森すずこ）
    - 「優しい夜」

  - 琵琶小路乙葉（鈴木陽斗実）
    - 「Pure song」

  - 行合なぎさ（片平美那）、龍ノ口かえで（田中有紀）、土橋雫（岩淵桃音）、浜須賀夕（飯野美紗子）、中原あやめ（神戸光歩）、琵琶小路乙葉（鈴木陽斗実）、矢沢紫音（三森すずこ）
    - 「Wishes Come True」
- 妹さえいればいい。
  - 可児那由多（金元寿子）
    - 「スキデスダイスキアイシテマス」

  - 白川京（加隈亜衣）
    - 「未来へのコンパス」
- 五等分の花嫁、五等分の花嫁∬
  - 中野一花（花澤香菜）
    - 「Hello, dear my dream～一秒後には～」
    - 「きづいてよ ～One Love～」

  - 中野二乃（竹達彩奈）
    - 「アイツとキミ～二度とない運命～」
    - 「好きよ ～Two Hearts～」

  - 中野三玖 （伊藤美来）
    - 「Lovely music～三週間前までは白かった～」
    - 「君が好き ～Three Feelings～」

  - 中野四葉（佐倉綾音）
    - 「ハートのカタチ～四つ葉のClover～」
    - 「内緒の恋 ～Love Four U～」

  - 中野五月（水瀬いのり）
    - 「素直にOpen heart～五つ数えて～」
    - 「トクベツなひと ～Lesson Five～」

  - 中野家の五つ子
    - 「はつこい」- アニメ「五等分の花嫁∬」ED主題歌
    - 「みなみかぜ」- ゲーム『五等分の花嫁∬　～夏の思い出も五等分～』OP主題歌
    - 「サマーデイズ」- ゲーム『五等分の花嫁∬　～夏の思い出も五等分～』ED主題歌
    - 「君の笑顔見たいから」- ゲーム『映画「五等分の花嫁」 ～君と過ごした五つの思い出～』テーマソング
    - 「五等分の花嫁～ありがとうの花～」
    - 「たからもの」
    - 「世界中たったひとつ」
    - 「君だったから」
    - 「五等分の笑顔」- アニメ「五等分の花嫁＊」主題歌
    - 「メモリーズ」
    - 「輝き出した私たち」
    - 「明日へ」- ゲーム『五等分のプリンセス ～幻想と深淵と魔法学院～』テーマソング

  - 上杉らいは（高森奈津美）
    - 「わたしのヒーロー」

  - 上杉風太郎（松岡禎丞）
    - 「色褪せない気持ち」
- 啄木鳥探偵處
  - 若山牧水（古川慎）
    - 「旅路へ」- 第十首挿入歌
- Violet Evergarden
  - アニメ『ヴァイオレット・エヴァーガーデン』ボーカルアルバム Letters and Doll ～Looking back on the memories of Violet Evergarden～収録
    - 石川由依（ヴァイオレット・エヴァーガーデン）
      - 「月下の庭園で」
      - 「beautiful sky」
      - 「Memories」
      - 「Never-ending love」
      - 「sister」
- エリオスライジングヒーローズ
  - フェイス・ビームス（ランズベリー・アーサー）、ディノ・アルバー二（鈴村健一）
    - 「GROWING THINGS」- 第1部第6章ED主題歌

  - グレイ・リヴァース（岡本信彦）、ビリー・ワイズ（中島ヨシキ）
    - 「TRUE FRIEND」- 第1部第8章ED主題歌

  - ヴィクター・ヴァレンタイン（諏訪部順一）、ジェイ・キッドマン（森川智之）
    - 「Your Own Way」- 第2部第1章ED主題歌

  - アッシュ・オルブライト（木村昴）
    - 「Heroism」- 第2部第2章ED主題歌

  - レオナルド・ライト・Jr（村瀬歩）、フェイス・ビームス、キース・マックス（津田健次郎）、ディノ・アルバーニ
    - 「-START LINE-」- 第2部第3章ED主題歌

  - ウィル・スプラウト（近藤隆）、如月レン（石谷春貴）、レオナルド・ライト・Jr、ビリー・ワイズ、ニコ（堀江瞬）
    - 「WELCOME TO OUR SPECIAL PARADE!」- 4周年テーマソング

  - 如月レン、ガスト・アドラー（日野聡）、ヴィクター・ヴァレンタイン、マリオン・ブライス（小野賢章）
    - 「Signs of Dawn」- 第3部OverflowED主題歌

  - ブラッド・ビームス（羽多野渉）、オスカー・ベイル（佐藤拓也）
    - 「STARGAZING」- 第4部第3章ED主題歌
- アサルトリリィ Last Bullet
  - グラン・エプレ [今叶星（前田佳織里)、宮川高嶺（礒部花凜)、土岐紅巴（東城咲耶子)、丹羽灯莉（進藤あまね)、定盛姫歌（富田美憂)]
    - 「Multicolored Flowers」
    - 「Treasure Every Day!」

  - 今叶星
    - 「Dears&Tears」

  - 宮川高嶺
    - 「Dearest Dream」- 作曲も担当

  - 岐紅巴
    - 「Oh precious!」

  - 丹羽灯莉
    - 「摩訶不思議をダイスキダ」

  - 定盛姫歌
    - 「プリザーブド☆アイドル」

  - 新生グラン・エプレ [今叶星、宮川高嶺、土岐紅巴、丹羽灯莉、定盛姫歌、横田悠夏（船戸ゆり絵)、本間秋日（山根綺)、石塚藤乃（伊達さゆり)、塩崎鈴夢（石見舞菜香)]
    - 「Overcast Sky」
- D4DJ Groovy Mix
  - Happy Around!
    - 「Hey! Be Ambitious!」
- BURNS SKOOL
  - 岩咲誉（大地葉)、浅海星桜（小市眞琴)
    - 「BORDER」

  - B-Transition [公野太陽（藤原夏海)、犬江草太（石上静香)、鬼島蓮（福原綾香)、瀬名優一郎（藍原ことみ)、岩咲誉（大地葉)、浅海星桜（小市眞琴)、藤井エルヴィス（ファイルーズあい)]
    - 「TO-B」
- 世界最高の暗殺者、異世界貴族に転生する
  - ディア（上田麗奈)
    - 「A Promise (ディア Ver.)」
    - 「Dazzling」- 第7話挿入歌

  - マーハ（下地紫野)
    - 「甘い夢」- 第8話挿入歌

  - タルト（高田憂希)
    - 「For you」- 第11話挿入歌
- ミコノート  はれときどきけがれ
  - 天野ユミ (斉藤朱夏)、西原カノン(Lynn)、桜沢レン(篠原侑)
    - 「Irreplaceable Note」
- Palette Project
  - 暁月クララ、七海ロナ、藤宮コトハ、常磐カナメ、神菜コハネ、江波キョウカ、鬼多見アユム、香鳴ハノン
    - 「夏ゆきトキメキHigh Tension!」
- プリンセスコネクト!Re:Dive
  - ライラエル(河瀬茉希)、イオ(伊藤静)
    - 「今宵、ヤドリギの下で」- イベント「ラブ＆パニッシュメント」ED主題歌

#### 声優・アーティスト関連
- 田所あずさ
  - 2ndシングル「君との約束を数えよう」 TypeB
    - 「My Favorite Destiny」

  - 3rdシングル 無彩限のファントム・ワールド- エンディング主題歌
    - 「純真Always」

  - 4thシングル「1HOPE SNIPER」
    - 「絶対的Rock Star」

  - 6thシングル「DEAREST DROP」
    - 「レッドラズベリー」

  - 9thシングル「イコール」
    - 「焦らずにいこう」
- Trignal
  - 2ndミニアルバム「One step forward」
    - 「GREAT ESCAPE PARTY」

  - 3rdミニアルバム「Plus」
    - 「星空センチメント」

  - 2ndシングル「Update A Day」
    - 「1% -ワンパーセント-」

  - 2ndフルアルバム「Back to Basic」
    - 「原点回帰Ready Set Go!」
    - 「Love holic」

  - 5周年記念企画ミニアルバム「tricolore」
    - 「U〜君がいてくれたから〜」

  - Trignal 5th Anniversary Live“SMILE PARTY”会場オリジナルCD「Message from LIVE!!」
    - 「Message from LIVE!!」

  - 5thミニアルバム「イロンナカタチ」
    - 「CHASE THE DESTINY」
- スフィア
  - 「vivid brilliant door!」
    - 「イマジネーションは終わらない」

  - 「TVアニメ装神少女まとい」- エンディング主題歌
    - 「My Only Place」
- 神谷浩史
  - 「ハレゴウ」
    - 「One sky,One way」

  - 「Danger Heaven?」
    - 「YELL」
- 大橋彩香
  - 1stアルバム「起動 〜Start Up!〜」
    - 「勇気のツバサ」
- petit milady
  - 3rdアルバム「CALENDAR GIRL」
    - 「はろうぃんあるばいたー」
- Pyxis
  - 1stアルバム「First Love 注意報!」
    - 「新しいキミ」

  - 1stシングル「FLAWLESS」
    - 「ミライSniper」

  - 2ndアルバム「Pop-up Dream」
    - 「Pinkie×Answer」
- every♥ing!
  - 1stアルバム「Colorful Shining Dream First Date♥」
    - 「水彩メロディー」
- NOW ON AIR
  - 1stシングル「この声が届きますように」
    - 「この声が届きますように」
    - 「風が吹いた」

  - 2ndシングル「キボウノカケラ」
    - 「キボウノカケラ」
    - 「恋する夏ワンピ」

  - 3rdシングル「わたし的Progress」
    - 「わたし的Progress」
    - 「restart my resolution」
    - 「君が好きで好きでダメだよ」

  - 4thシングル「ゴンドラの唄」
    - 「surely」
    - 「HPBtoU!」

  - 5thシングル「GO! FIGHT! WIN! GO FOR DREAM!」
    - 「GO! FIGHT! WIN! GO FOR DREAM!」 - 「Cheer球部!」イメージソング
    - 「Cheering Songをキミに」

  - 6thシングル「Proud Days」
    - 「Proud Days」 - TVアニメ『ムヒョとロージーの魔法律相談事務所』第2期エンディング主題歌
    - 「カタオモイじゃない」

  - 7thシングル「Page for Tomorrow」
    - 「Page for Tomorrow」 - TVアニメ『聖女の魔力は万能です』エンディング主題歌

  - 1stアルバム「RAINBOW'S BOX」
    - 「瞳の勇気」 - アプリゲーム『装甲娘』主題歌
    - 「RAINBOW'S HIGHWAY」

  - ボーカルアルバム「ナカノヒトゲノム【歌唱中】02」
    - 「カラフルスクランブル」 - TVアニメ『ヒトノナカゲノム【実況中】』第8話挿入歌
- SCREEN mode
  - CONCEPT MINI ALBUM「SOUL」
    - 「Liar」（共作）
    - 「Interlude(Why do I love you so much?)」（共作）

  - 2ndアルバム「1/1」
    - 「Tuberose」
- Mia REGINA
  - 「TVアニメももくり」 - エンディング主題歌
    - 「ETERNALエクスプローラー」

  - ミニアルバム「YES or NOstalgic!!!」
    - 「Heart of gold」
- 渕上舞
  - 1stアルバム「Fly High Myway!」
    - 「Migratory」
    - 「君と雨に歌うソネット」
    - 「アイTACTICS」

  - 3rdシングル「Love Summer!」
    - 「Dive Into Emotion」
- Pile
  - 4thアルバム「SHOWCASE」
    - 「Second Impression」
    - 「Cliche」
- 立花理香
  - 2ndミニアルバム「LIFE」
    - 「MY SWEET UNIVERSE」

  - フルアルバム「Heart Shaker」
    - 「美しいひと」
- 風男塾
  - 7thアルバム「風ァイト!!!!!!」
    - 「ピースサインミーティング」
    - 「Caramel Popcorn」

  - 21stシングル「ツバメ」
    - 「@Daylight」
- 駒形友梨
  - 1st Mini Album「〔CORE〕」
    - 「ソノヒ」

  - 2nd Mini Album 「Indigo」
    - 「アクアリウム」
    - 「ララルハレルヤ」
    - 「invincible self」
    - 「August31」

  - 3rd Mini Album 「a Day」
    - 「call me today」

  - 1stフルアルバム 「stella」
    - 「I wish」
- SparQlew
  - 1stアルバム「Bring it on!」
    - 「Change My World」

  - 2ndアルバム「evergreen」
    - 「Driving Force」
- 松岡侑李
  - 1st Mini Album「.A」
    - 「ジプソフィラ」
    - 「E.X.I.T」

  - 2nd Mini Album「.B」
    - 「Starting Chapter」
    - 「まだ見ぬ僕らの世界へ君を連れ出してみようか」（共作）

  - 3rd Mini Album「.C」
    - 「GlossyXXX」
    - 「TEN YEARS AFTER」

  - 「TVアニメ臨死!!江古田ちゃん」 - 第12話エンディング主題歌
    - 「Dear Gemstones」
- M!LK
  - 2ndアルバム「Time Capsule」
    - 「上昇思考(シンキン)クライマー 」
- イケてるハーツ
  - 7thシングル「Sparkle☆Power」
    - 「TINT」
- 8P
  - 「ユニットソングドラマCD vol.3 」
    - 「What is human?」

  - ミニアルバム「CV:2」
    - 「Clover's Xmas」

  - 八代拓・千葉翔也
    - 「Youthful Place」
- 羽多野渉
  - 10thシングル「Never End！Summer！」
    - 「Vivid Junction」
- 樋口楓
  - メジャー1stアルバム「AIM」
    - 「Be Myself」
- 石原夏織
  - 8thシングル「Cherish」
    - 「Remember Heart, Remember Love」
- Coe-mony
  - 「Coe-monyワンマンライブ "First Her-mony"」
    - 「Letter」
- 熊田茜音
  - TVアニメ「英雄教室」エンディング主題歌
    - 「Another Self」
- reche
  - メディアミックスプロジェクト「コードジェム」主題歌
    - 「命運」
- 田中有紀
  - Debut Album「Crier」
    - 「Dear STELLA」(共作)
- 西山宏太朗
  - 3rdミニアルバム「my bag」
    - 「MY NOTE」
- iRiNE
  - 配信リリース第1弾
    - 「君が笑うから」

  - 配信リリース第2弾
    - 「出会ってくれた素晴らしい日」

  - mini album「届け！」
    - 「届け！」
    - 「夏色CutieCutie!」

### 作曲提供

#### 声優・アーティスト関連
- NOW ON AIR
  - 6thシングル「Proud Days」
    - 「みずいろ」

  - 7thシングル「Page for Tomorrow」
    - 「Page for Tomorrow」（柳澤奈緒樹, 石倉誉之 との共同提供）

#### アニメ・ゲーム関連
- アサルトリリィ BOUQUET
  - 白井夢結(夏吉ゆうこ)、吉村・Thi・梅(岩田陽葵)
    - 「Rainbow」

### 作詞作曲提供

#### 声優・アーティスト関連
- iRiNE
  - mini album「届け！」収録
    - 「全肯定」

#### アニメ・ゲーム関連
- Violet Evergarden
  - アニメ『ヴァイオレット・エヴァーガーデン』ボーカルアルバム Letters and Doll ～Looking back on the memories of Violet Evergarden～収録
    - 石川由依（ヴァイオレット・エヴァーガーデン）
      - 「Answer」
      - 「希望を捨てない人」
- ミリオンライブ！ シアターデイズ
  - 我那覇響・横山奈緒・高坂海美・真壁瑞希・宮尾美也
    - 「夢みがちBride」（PandaBoY との共同提供）
- TVアニメ「聖女の魔力は万能です Season2」エンディング主題歌
  - 鈴木愛奈
    - 「Lilac Melody」

## 出演

### テレビアニメ
- とある魔術の禁書目録II（天草式少女）

### ゲーム
2009年
- メルルのアトリエ 〜アーランドの錬金術士3〜（ホムくん）

2013年
- メルルのアトリエPlus 〜アーランドの錬金術士3〜（ホムくん）
- 新・ロロナのアトリエ はじまりの物語〜アーランドの錬金術士〜（ホムくん）

2016年
- 戦国乙女〜天下無敵の乙女バトル〜（斉藤ムラサメ、鬼灯）
- 戦国乙女〜LEGEND BATTLE〜（鬼灯）
- 天空のクラフトフリート（スコルナ、ミリア、スウル）

### ラジオ
- 侑香とアイラのRadioはこいり姫（超!A&G+：2010年10月9日 - 2011年4月2日）
- TOKYO→NIIGATA MUSIC CONVOY（FM PORT：2011年10月7日 - 2013年3月28日）※うえむらちかと共に木曜日担当
- FUKUIアニソンまつり！（NHK FM：2013年2月11日）
- アイラとちかのお気に召すまま（FM PORT：2013年4月6日 - 2015年9月25日）
- BUSTALGIA（TOKYO FM：2016年10月 - 2017年9月) ※ナレーションパートを担当

### デジタルコミック
- 家庭教師ヒットマンREBORN!（2010年、鈴木アーデルハイト）

### ドラマCD
- アニコイ 〜ANIme mitaina KOI shitai!〜（2010年、女生徒）
- ストロボ・エッジ vol.1・2（環）

### パチンコ・スロット
2008年
- CR戦国乙女（斉藤ムラサメ）

2011年
- CR戦国乙女2（斉藤ムラサメ）
- CRバンバンラッシュ Big Ban Ver.（アイ）
- Sister Quest2 〜魔剣の騎士と白銀の巫女〜（セレイア）

2013年
- CR戦国乙女3〜乱〜（鬼灯）

2016年
- 戦国乙女2〜深淵に輝く気高き将星〜（斉藤ムラサメ、鬼灯）

2017年
- CR戦国乙女〜花〜（斉藤ムラサメ、鬼灯）
- SisterQuest 〜時の魔術師と悠久の姉妹〜（セレイア）

2020年
- P戦国乙女6 暁の関ヶ原（斉藤ムラサメ、鬼灯）

2021年
- 戦国乙女3〜天剣を継ぐもの〜（斉藤ムラサメ）

2023年
- L戦国乙女4 戦乱に閃く炯眼の軍師（斉藤ムラサメ）

2025年
- P戦国乙女7 終焉の関ヶ原（斉藤ムラサメ、鬼灯）

### ユニットメンバー
1. ↑  北上麗花（平山笑美）、篠宮可憐（近藤唯）、ジュリア（愛美）、高山紗代子（駒形友梨）、天空橋朋花（小岩井ことり）、所恵美（藤井ゆきよ）、永吉昴（斉藤佑圭）、七尾百合子（伊藤美来）、二階堂千鶴（野村香菜子）、舞浜歩（戸田めぐみ）、真壁瑞希（阿部里果）、最上静香（田所あずさ）
2. 1 2 3  伊瀬谷四季（野上翔）、秋山隼人（千葉翔也）、若里春名（白井悠介）、冬美旬（永塚拓馬）、榊夏来（渡辺紘）
3. 1 2  蒼井享介（山谷祥生）、蒼井悠介（菊池勇成）
4. 1 2 3  紅井朱雀（益山武明）、黒野玄武（深町寿成）
5. 1 2 3  大河タケル（寺島惇太）、円城寺道流（濱野大輝）、牙崎漣（小松昌平）
6. 1 2  天道輝（仲村宗悟）、桜庭薫（内田雄馬）、柏木翼（八代拓）
7. ↑  秋月涼（三瓶由布子）、兜大吾（浦尾岳大）、九十九一希（徳武竜也）
8. ↑  秋月涼（三瓶由布子）、兜大吾（浦尾岳大）、九十九一希（比留間俊哉）
9. 1 2 3 4  鷹城恭二（梅原裕一郎）、ピエール（堀江瞬）、渡辺みのり（高塚智人）
10. ↑  猫柳キリオ（山下大輝）、華村翔真（バレッタ裕）、清澄九郎（中田祐矢）
11. 1 2  硲道夫（伊東健人）、舞田類（榎木淳弥）、山下次郎（中島ヨシキ）
12. 1 2  天ヶ瀬冬馬（寺島拓篤）、御手洗翔太（松岡禎丞）、伊集院北斗（神原大地）
13. ↑  握野英雄（熊谷健太郎）、木村龍（濱健人）、信玄誠司（増元拓也）
14. ↑  葛之葉雨彦（笠間淳）、北村想楽（汐谷文康）、古論クリス（駒田航）
15. ↑  九条天（斉藤壮馬）、八乙女楽（羽多野渉）、十龍之介（佐藤拓也）
16. ↑  七瀬陸（小野賢章）、和泉一織（増田俊樹）、二階堂大和（白井悠介）、和泉三月（代永翼）、四葉環（KENN）、逢坂壮五（阿部敦）、六弥ナギ（江口拓也）
17. ↑  坂東晴希（米内佑希）、橋本一馬（岡本信彦）、徳川翔（小野友樹）、溝口渉（杉田智和）、遠野浩司（林勇）、鈴木総一郎（桑野晃輔）、長谷川弦（小西克幸）